# شركة الخطوط الجوية البريطانية لما وراء البحار
شركة الخطوط الجوية البريطانية لما وراء البحار (بالإنجليزية: British Overseas Airways Corporation)‏ (اختصارا BOAC) وهي شركة بريطانية تابعة للدولة من عام 1939 حتى 1946 ثم خطوط بريطانية تابعة للدولة للمسافات الطويلة بداية من عام 1946. بدأت تلك الشركة الحياة مع الاندماج ما بين امبيريال ايرويز (Imperial Airways Ltd) والخطوط الجوية البريطانية المحدودة (British Airways Ltd). وبعد عام 1971 وبقرار برلماني تم اندماجها مع شركة الخطوط البريطانية الأوروبية (British European Airways) عام 1974 مكونة الخطوط الجوية البريطانية.

## تاريخ الشركة

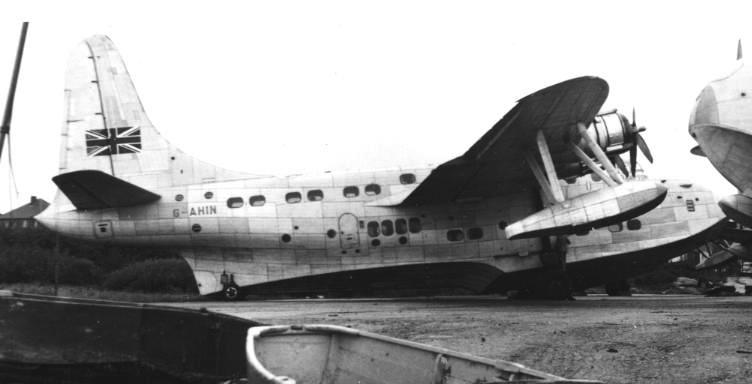
احدى طائرات BOAC واسمها ساوثامبتون وقد عملت على خط جوهانسبيرغ ما بين عامي 1948 و1950

خلال الثلاثينات والأربعينات من القرن الماضي وحتى نوفمبر من عام 1950، استخدمت امبيريال ايرويز ومن ثم شركة عبر البحار خدمات طائرات القوراب (flying boat) من خلال محطتها المائية في مدينة ساوثهامبتون إلى مستعمراتها الموجودة في أفريقيا وآسيا عن طريق نهر النيل ثم شرق أفريقيا جنوبا إلى جوهانسبيرغ. وقد كانت تحمل الركاب والبريد

### الحل
أصدر الطيران المدني قرارا عام 1946 يوجب بفك ارتباط قطاعين من قطاعات شركة عبر البحار مشكلة ثلاث شركات وهي:
- شركة الخطوط الجوية البريطانية لما وراء البحار BOAC: للمملكة وشمال أمريكا وخطوط الجنوب البعيدة.
- شركة الخطوط الجوية البريطانية الأوروبية BEA: للخطوط داخل أوروبا.
- شركة الخطوط الجوية البريطانية لجنوب أمريكا BSAA: لجنوب أمريكا وجزر الكاريبي. وقد عادت تلك الشركة بالاندماج مع الشركة الأم BOAC في يوليو من عام 1949.